# Acoustic (album de Joey Cape et Tony Sly)
Pour les articles homonymes, voir Acoustic.
Acoustic est un album de Joey Cape et Tony Sly, sorti 18 mai 2004 chez Fat Wreck Chords.
L'album comporte 12 chansons dont 10 sont des adaptations de morceaux des groupes respectifs de Cape et Sly, Lagwagon et No Use for a Name. Chacun des deux artistes a aussi enregistré une chanson inédite.

## Pistes
| No  | Titre                   | Durée |
| --- | ----------------------- | ----- |
| 1.  | "International You Day" | 3:35  |
| 2.  | "Not Your Savior"       | 3:41  |
| 3.  | "Exit"                  | 2:21  |
| 4.  | "Stunt Double"          | 2:25  |
| 5.  | "Justified Black Eye"   | 2:42  |
| 6.  | "On the Outside"        | 3:05  |
| 7.  | "Move the Car"          | 4:01  |
| 8.  | "Violins"               | 4:31  |
| 9.  | "Tragic Vision"         | 2:33  |
| 10. | "Twenty-Seven"          | 3:18  |
| 11. | "Wind in Your Sails"    | 3:46  |
| 12. | "Violet"                | 2:57  |